# Неореалізм (філософія)
Неореалізм, у філософії — напрямок в англо-американській філософії, що виник на рубежі XX ст., для якого характерне визнання незалежності існування зовнішніх об'єктів та їхньої безпосередньої данності суб'єкту пізнання. Неореалізм був реакцією на абсолютний ідеалізм неогегельянства та ідеалістичний емпіризм американського прагматизму.
На формування філософії неореалізму значний вплив справили ідеї Франца Брентано, Алексіуса Майнонга і шотландської школи. У Англії першими представниками неореалізму були Джордж Мур, Бертран Расселл та Персі Нанн.

## Історія

### Виникнення
Початковою точкою відліку англійського неореалістичного руху (а далі і безпосередньо неореалізму) можна, без сумніву, вважати появу статті Джорджа Мура «Спростування ідеалізму» в журналі «Mind» (The refutation of idealism, 1903). Її автор на той час уже зробив собі ім'я, опублікувавши ряд статей у філософських журналах та впливовому «Словнику філософії та психології» Дж. М. Болдуїна. У тому ж 1903 році вийшла в світ його знаменита книга «Principa Ethica» («Принципи етики», 1984).
Критикуючи ідеалізм, Дж. Мур розумів його лише як суб'єктивний ідеалізм, виражений тезою Дж. Берклі «існувати — означає бути сприйнятим» та не розмежовуючи його з «абсолютним ідеалізмом». Як об'єкт критики Мур обрав форму ствердження тотожності досвіду та реальності: «реальність є досвід» — стверджує абсолютний ідеалізм; «досвід є реальність» — заперечує прагматизм. Але в подібних установках Мур бачить помилку «ідеаліст стверджує необхідність зв'язку суб'єкта і об'єкта тому, що він не бачить того, що вони відрізняються і того, що їх взагалі два». Дж. Мур ставить собі за головне завдання довести, що суб'єкт і об'єкт дещо відмінні. Способом, обраним для досягнення цієї цілі, є аналіз відчуттів.

### Аналіз відчуттів
Провівши подумки експеримент, Мур припускає, що всі відчуття мають дещо спільне. Цей спільний елемент він назвав «свідомістю», не намагаючись «точніше визначити, що це таке». Тоді у кожному відчутті є два відмінні один від одного члени: «свідомість», по відношенню до котрої усі відчуття однакові, і «дещо таке», відносно чого одне відчуття відрізняється від іншого. Цей другий член Мур назвав об'єктом. Тому «мати відчуття блакитного» — означає, за Муром, «знати про щось блакитне». А «свідомість» і «об'єкт» пов'язані між собою пізнавальним відношенням, яке Мур називає «обізнаністю» (awareness).
У даному разі неореалізм Мура полягає в тому, що існує дещо таке, завдяки чому одне відчуття відрізняється від іншого. І це саме «дещо» слід шукати безпосередньо у свідомості, у відчутті. Тим самим Мур стає на позицію інтуїтивізму, визнаючи за свідомістю загадкову здатність «володіти» предметом, так би мовити, «в оригіналі». Звідси Мур робить висновок, що «ми знаходимося у безпосередньому контакті з об'єктом під час акту відчуття», і що акт пізнання має таку природу, що він змушує об'єкти «світитися зсередини, перетворює їх у „прозорі“ (transparent)».
Однак, дана позиція досить скоро перестала задовольняти Мура. У своїх лекціях початку другого десятиліття XX ст. Мур вводить поняття «чуттєві дані» (sense-data). Він вважає, що саме їх, тобто колір, розмір, форму та інші якості фізичних речей, ми сприймаємо безпосередньо; але тим самим ми безпосередньо сприймаємо і фізичні речі, які мають такі якості. У результаті подальшого вивчення, Мур розуміє, що складностей співвідношень фізичних речей та «чуттєвих даних» з'являється дедалі більше.

### Аналіз мови
Ще у 1905 році Мур зіткнувся з фактом, що філософ має справу не лише зі сприйняттям та об'єктами, але і з припущеннями щодо сприйнять та об'єктів. Тоді Мур розробляє особливий вид аналізу речень — «лінгвістичну філософію».
Власне, процедура аналізу, як її розумів Мур, полягала у тому, що речення, яке аналізувалося переводилося у іншу форму таким чином, щоб воно мало той же самий зміст, але не мало термінів першого речення. Дана процедура стала основною у англійській лінгвістичній філософії 30-х років XX ст.
Основною проблемою філософії Мура було те, що він так і не зміг конкретизувати усі поняття, які він увів в неореалізм. Найзагадковішим для нього залишався термін «чуттєві дані». Він так і не зміг надати визначення цьому терміну. Дж. Мур не розвинув у подробицях систему неореалізму. У своїх роботах він проголосив основний принцип неореалістичної філософії, теорію «об'єкта», незалежного від свідомості і в той же час іманентного їй, що за своєю суттю вельми близько до ідей абсолютних ідеалістів.

### Принцип відносності
Розвиток науки на початку XX ст. проходить під знаком «кризи у фізиці». Це була криза гносеологічних основ природознавства XIX ст., криза природознавчого матеріалізму у тій формі, якої він набув у XIX ст.. Її суть полягала «у зламі старих законів і основних принципів, у відкиданні об'єктивної реальності поза свідомістю, тобто заміні матеріалізму ідеалізмом та агностицизмом».
Природознавці та філософи вивчали ті питання, про які писав В. І. Ленін, — і принцип відносності людських знань, і принцип розвитку як у гносеологічному, так і в природознавчому його значенні. У результаті англійські філософи припускали, що відносність реальності та істини зводиться до того, що вони виступають рівнями розвитку мисленнєвої діяльності в її русі від абстрактного (неповного, одностороннього, приватної «точки зору») до конкретного (повноті визначень, єдності «усіх точок зору»). Найпоказовішою, за майже загальним визнанням, була трактовка теорії відносності Альфредом Нортом Вайтгедом.
Філософія природи (яка дала новий поштовх до розвитку неореалізму), висунута Вайтгедом, базувалася у даному аспекті на тому, що визнання відносності простору має на увазі, що його елементи суть складні сутності, виражені логічними конструкціями, що мають на увазі інші сутності та їхні взаємозв'язки. Також Вайтгед вводить поняття «методу екстенсивної абстракції» — метод наукового дослідження, що являє собою абстрагування за допомогою зменшення об'єму досліджуваної події, але таким чином, щоб при цьому був строго зафіксований спосіб, яким це здійснюється.

### Введення понять «подія», «об'єкт» і «процес»
Не обмежуючись математичним смислом теорії відносності А. Н. Вайтгед намагався знайти її філософську («онтологічну») інтерпретацію і на цьому шляху прийшов до неореалістичної філософії природи. Вів вводить у філософську концепцію природи поняття «подія» та «об'єкт». Міркування Вайтгеда засноване на висунутому ще елеатами і детально розробленому Платоном припущенні, що пізнати можна лише суще і що істинність загального судження обумовлена реальністю його об'єкта — об'єктивно існуючого «загального», ідеї. Якщо ми маємо загальні судження, які виражають деякі постійності природи, то повинен бути і предмет цих суджень, «об'єкт». Вайтгед вважає, що якості «об'єктів» протилежні якостям «подій»: якщо «події» конкретні, то «об'єкти» абстрактні; вони не пов'язані необхідно з визначеними подіями, які виражають кількісні відмінності природних явищ.
Вайтгед розрізняв об'єкти 3 типів: «чуттєві об'єкти» (sense-objects), тобто «найпростіші постійності, котрі ми відслідковуємо як тотожні собі у зовнішніх обставинах»; «об'єкти сприйняття» (perceptual objects) — «звичайні об'єкти повсякденного досвіду — стільці, столи, каміння, дерева»; і «наукові об'єкти» — об'єкти, відкриті наукою, що виражають найсуттєвіші постійності: такі як атоми, електрони і т. д. Ввівши ці поняття у свою філософію природи, Вайтгед сподівався досягти важливого результату — ввести у неї поняття змін, представити природу як «процес». Пізніше він стверджував, що недоліком колишньої концепції фізичної науки, концепції, заснованої на матерії, просторі та часі, є те, що виражені у ній суттєві риси природи не виражені у термінах «фактів досвіду»: саме «виразити ці риси у термінах фактів досвіду» і повинна його теорія. Незабаром Вайтгед прийшов до думки, що предметом науки є світ чуттєвого досвіду, тим самим підтверджуючи основну тезу ідеалізму.
Остаточною позицією Вайтгеда став саме неореалізм — своєрідна половинчаста епістемологія, у котрій намагання зберегти властиві здоровому глузду та вихідним установкам природознавця визнання об'єктивного, незалежного від свідомості буття природи поєднується з визнанням цього буття безпосереднім змістом сприйняття. Відмінністю ж епістемології Вайтгеда від першопочаткової позиції неореалізму є судження, що в рамках чуттєвого сприйняття розрізняються, з одного боку, саме чуттєве сприйняття, в якому природа іманентна психіці, а з іншого — чуттєва обізнаність та думка, в якій вона виступає незалежно від психіки; також відмінністю є те, що Вайтгед проводив розрізнення у рамках об'єктів сприйняття між ілюзорними (delusive) та фізичними об'єктами, яке полягає у тому, що лише дійсні події можуть бути специфіковані у просторово-часовому відношенні, але ніяк не ілюзорні, наприклад, сни.

### Онтологічна проблема в неореалізмі
Неореалістична філософія з її визнанням об'єктивності зовнішнього світу необхідно потребувала розробки онтологічної доктрини. Адже якщо об'єкт незалежний від свідомості, то йому повинен бути приписаний якийсь об'єктивний статус і потрібно відповісти на питання, в чому ж полягає реальність, визнана неореалізмом.
Спробу розробки «онтології неореалізму» робить Семюел Александер. Він відволікається від усього того, що могло виникнути в процесі еволюції, — від психічного і органічного, від якостей і матеріальності взагалі. Він стверджує, що залишається простір і час, а точніше «простір-час» за Мінковським та Ейнштейном. Александер спростовує соліпсизм в тлумаченні теорії відносності і визнає єдність і об'єктивну реальність простору. «Простір-час, — стверджує він, — є система рухів, і ми могли б назвати простір-час рухом». Таким чином, позиція Александера — це енергетизм, який визнає субстанцією не матерію, а рух, енергію. Також це ідеалістичний енергетизм, який визнає кінцеві одиниці простору-часу, точки-моменти, «чистими подіями», тобто ідеальними сутностями. Нарешті, визнавши простір-час вихідною формою реальності, Александер вступив у суперечність з самою теорією відносності.

### Розпад неореалізму
Неореалізму (втім як і реалізму) не судилося втриматися «під натиском неопозитивістської філософії, що стала на початку 30-х років XX століття безроздільним господарем філософської ситуації». Але ряд більш-менш значних філософів-неореалістів продовжували свою діяльність, вступаючи в ар'єргардні сутички з неопозитивістами або продовжуючи майже в повній ізоляції розробку деяких проблем реалістичної теорії.
У 40-ві роки з метою консолідації неореалізму в США була створена Асоціація реалістичної філософії, яка проіснувала недовго, але в неї увійшли ряд неореалістів другого покоління (Д. К. Вільямі, Ч. Бейліс та інші).
У сучасній філософії неореалізм як самостійне протягом не користується широким впливом, але виступає як важливий елемент різних філософських теорій.

## Критика
З точки зору діалектичного матеріалізму помилковість неореалізму в тому, що він хоче виявити сферу безпосередньої єдності суб'єкта й об'єкта, але шукає її в сприйнятті, тобто в психологічній області. Але не можна обмежуватися аналізом акту сприйняття при обґрунтуванні об'єктивності наукового знання і його об'єкту — природи. Крім того неореалісти не тільки наполягали на реальності предмету пізнання, на його збереження в цьому процесі, тобто незалежності від самого факту його пізнання людиною, вони прагнули обґрунтувати думку про те, що оскільки процес як чуттєвого, так і логічного пізнання є пізнання самого предмету, а не якихось «чуттєвих даних», то предмет сам безпосередньо і входить у свідомість людини. Ця концепція означала фактичне визнання реальним всього змісту нашої свідомості, включаючи, зокрема, і помилкові, ілюзорні уявлення, аж до ідей круглого квадрата, що є паралогізмом.